# Dubany (okres Pardubice)
Dubany jsou obec v okrese Pardubice v Pardubickém kraji. Žije zde 330 obyvatel.

## Geografie
Obec Dubany leží na jižním okraji dnešního okresu Pardubice, na staré křižovatce historických silnic z Čáslavi do Pardubic a z Chrudimi do Přelouče. Její katastr není příliš rozlehlý, ze všech stran těsně přiléhají sousední vsi: Starý Mateřov, Třebosice, Dřenice a Čepí.
Obcí protéká potok Dubanka, který pramení na úpatí Železných hor a ústí do Bylanky. Dubanka napájí obecní rybník zvaný „Nádržka“ a v meandrech protéká středem obce. V parkových porostech návsi a okolí vyniká památní Lípa svobody, zasazená na památku vzniku Československa v roce 1918. Nedaleko jsou dětské hřiště a hřiště pro míčové sporty.

## Historie

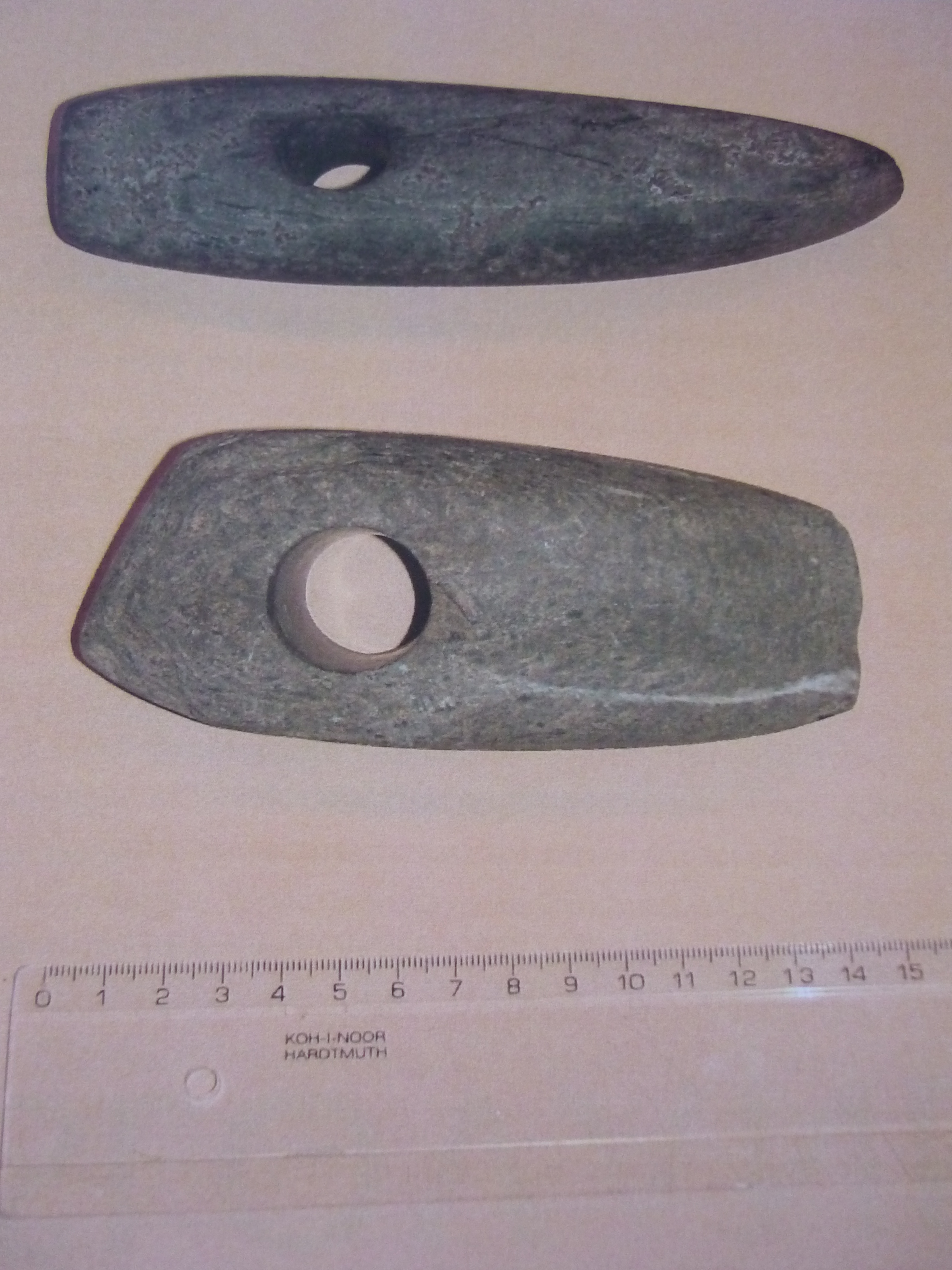
Kamenný sekeromlat

Půdu zde lidé obdělávali nepřetržitě již od pravěku, přímo v Dubanech bylo nalezeno několik předmětů, dokazujících zdejší pradávné osídlení. Nejstarší jsou nástroje z mladší doby kamenné (sekera a tesla), náhodně nalezené ve dvacátých letech 20. století poblíž vsi.
K roku 1261 se mezi svědky listiny českého krále Přemysla Otakara II. připomíná Artléb z Duban. Tomuto rodu patřil pravděpodobně statek s tvrzí v Dubanech. Ve 14. a 15. století století Dubánkové z Duban vlastnili také tvrz Staré Čívice. Dubanská tvrz byla po roce 1578 rozebrána na stavbu nových domů.
Jméno obce Dubany se v písemných pramenech poprvé připomíná 16. října 1347 v listině, kterou vratislavský biskup Přeclav z Pohořelé rozděloval majetek mezi nedávno založeným litomyšlským biskupstvím a tamní kapitulou. Jako příslušník litomyšlské kapituly je zde zmíněn i kněz Johannes de Duban. Jednalo se zřejmě o člena šlechtické rodiny, sídlící na dubanské tvrzi .
Až do 15. století zde sídlil rod rytířů Dubánků z Duban.

## Obyvatelstvo
| Rok            | 1869 | 1880 | 1890 | 1900 | 1910 | 1921 | 1930 | 1950 | 1961 | 1970 | 1980 | 1991 | 2001 | 2011 | 2021 |
| -------------- | ---- | ---- | ---- | ---- | ---- | ---- | ---- | ---- | ---- | ---- | ---- | ---- | ---- | ---- | ---- |
| Počet obyvatel | 225  | 221  | 240  | 259  | 330  | 346  | 358  | 301  | 248  | 223  | 187  | 170  | 183  | 245  | 318  |
| Počet domů     | 24   | 26   | 29   | 30   | 37   | 39   | 58   | 64   | 54   | 53   | 51   | 63   | 66   | 79   | 110  |

## Obecní správa
Mezi lety 1850–1887 patřily Dubany jako osada obce k Dřenicím v okrese Pardubice. V letech 1887–1960 byly obcí v okrese Pardubice (1877–1930), posléze v okrese Pardubice-okolí (1950) a později opět v okrese Pardubice. V letech 1960–1990 patřily jako část obce k Starému Mateřovu a od 24. listopadu 1990 jsou opět samostatnou obcí.

### Obecní symboly
Znak a vlajka byly obci uděleny rozhodnutím předsedy Poslanecké sněmovny Parlamentu České republiky dne 17. června 2009.